# Sielenbach
Sielenbach ist eine Gemeinde im schwäbischen Landkreis Aichach-Friedberg. Die Gemeinde ist Mitglied der Verwaltungsgemeinschaft Dasing.

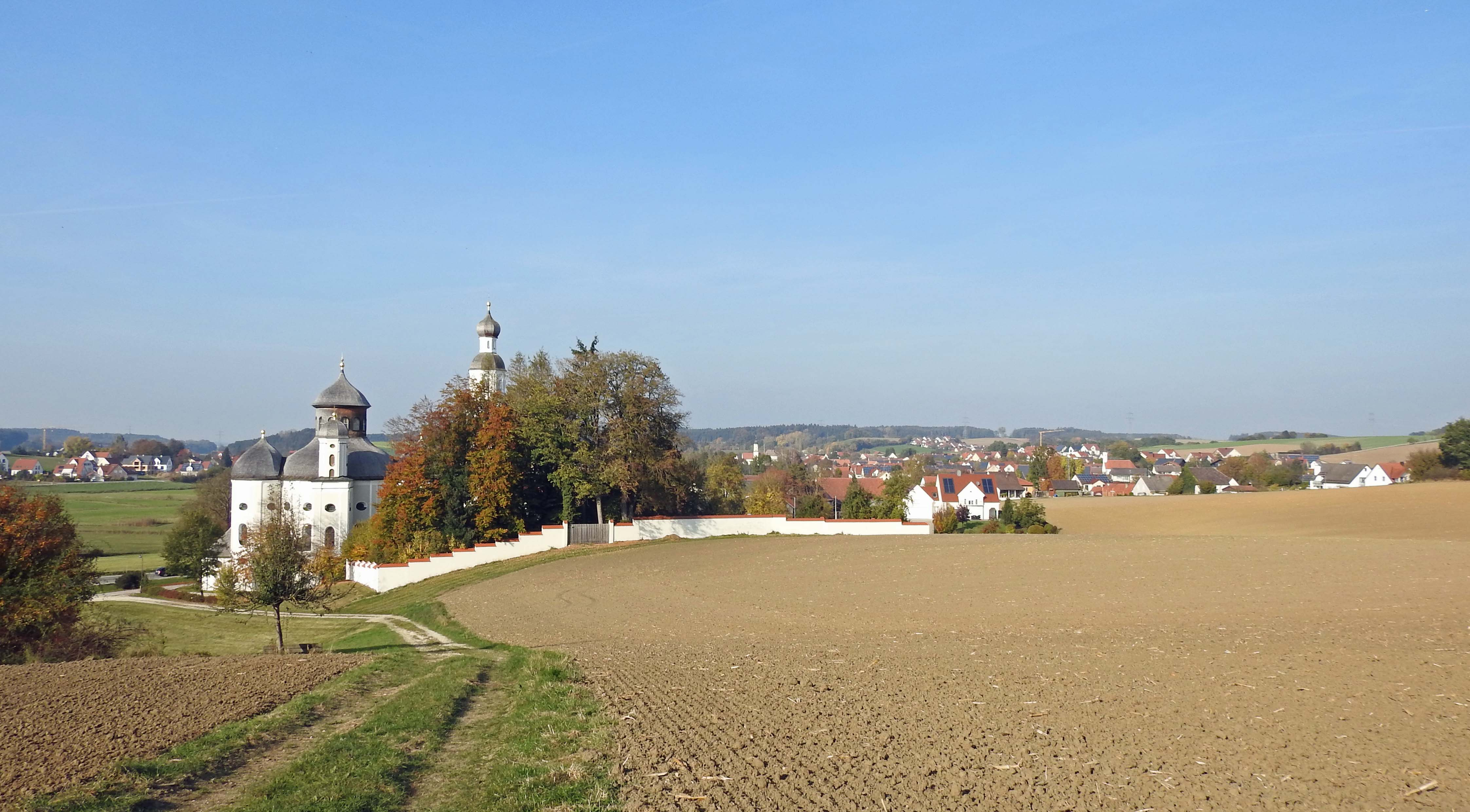
Maria Birnbaum mit Sielenbach von Süden

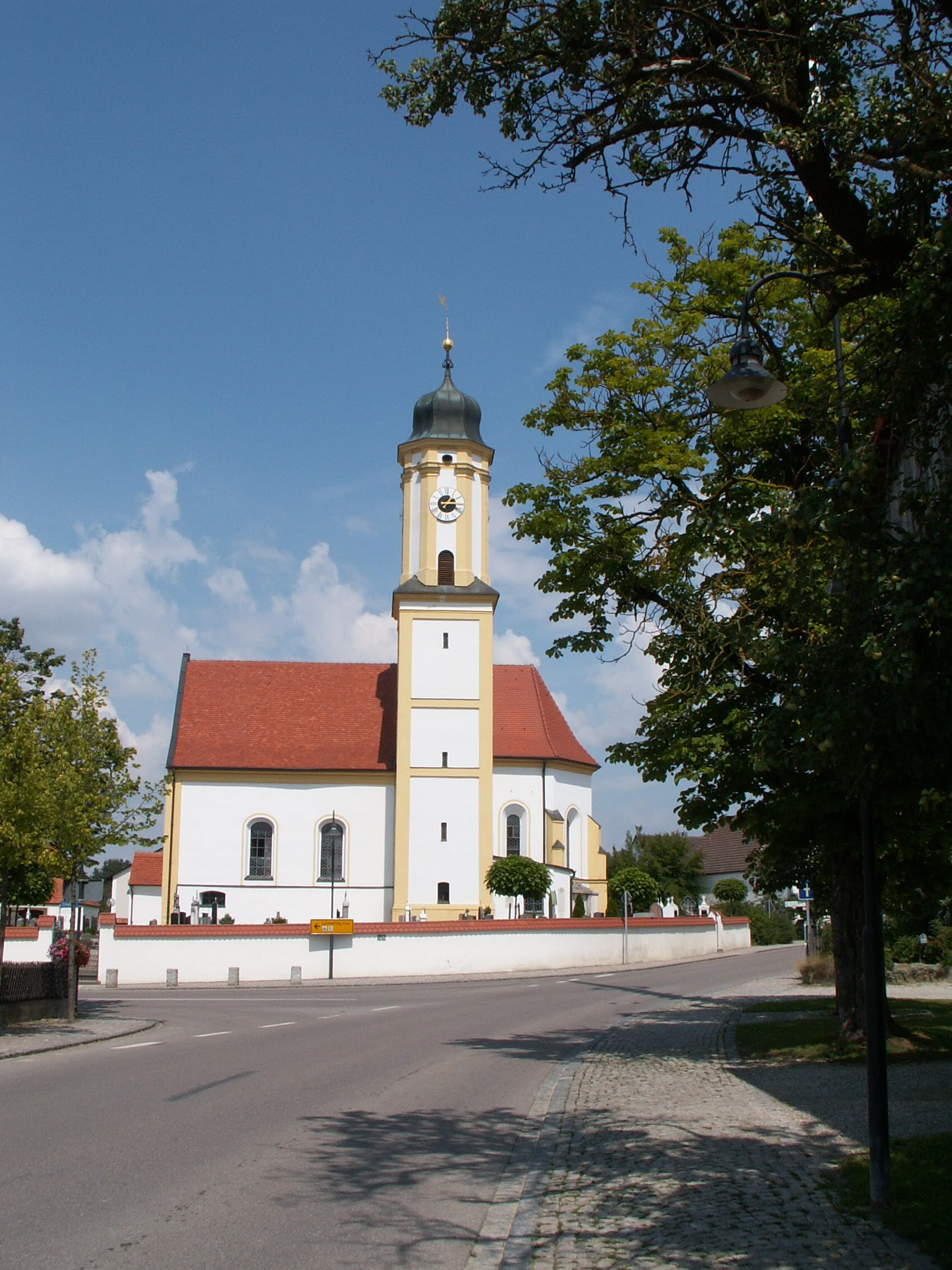
Pfarrkirche St. Peter und Paul in Sielenbach

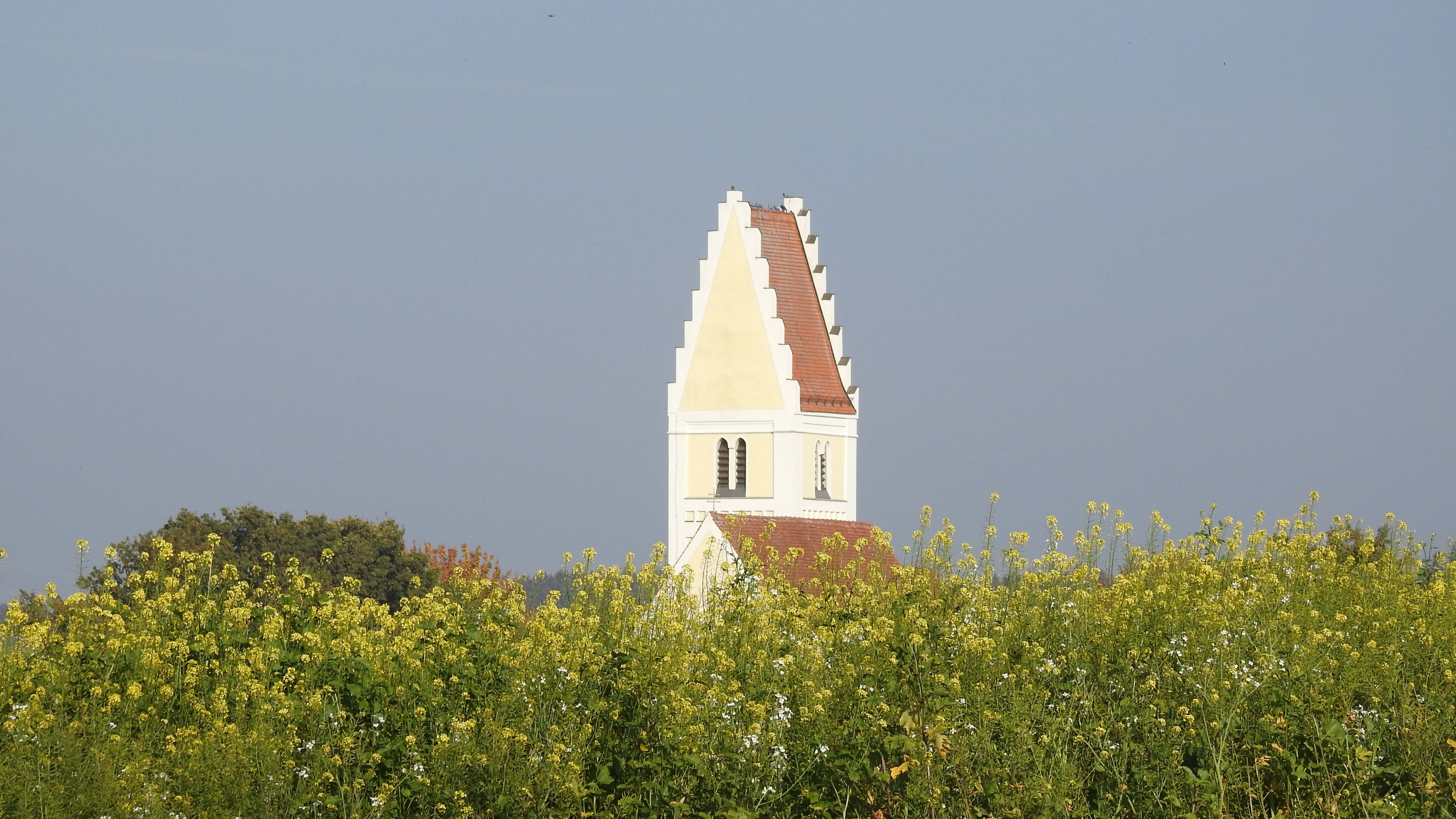
Tödtenried

## Geographie

### Lage
Die Gemeinde liegt im Tal der Ecknach inmitten einer tertiären Hügellandschaft etwa sieben Kilometer südöstlich der Kreisstadt Aichach. Sie liegt an der Staatsstraße 2338, der Verbindung von Aichach zur Autobahn A 8 München–Stuttgart.

### Gemeindegliederung
Es gibt zwölf Gemeindeteile (in Klammern ist der Siedlungstyp angegeben):
- Gollenhof (Einöde)
- Heilbach (Einöde)
- Holzgrub (Einöde)
- Morabach (Einöde)
- Oberhaslach (Einöde)
- Raderstetten (Weiler)
- Schafhausen (Dorf)
- Schönberg (Einöde)
- Sielenbach (Pfarrdorf)
- Tödtenried (Kirchdorf)
- Unterhaslach (Einöde)
- Unterschröttenloh (Einöde)

Es gibt die Gemarkungen Sielenbach und Tödtenried.

## Geschichte
Ein Gutsbetrieb im Gemeindeteil Tödtenried mit für Ziegeleiöfen typischem Fundmaterial wird in die Römerzeit datiert.
Im 12. Jahrhundert noch als Sielepach, Suolempach und Syelenpach bezeichnet, findet man den Ortsnamen Sielenbach bereits 1241. Später tauchten die Formen Sylenpach und Siellenpach auf. Im 11. und 12. Jahrhundert besaß das Kloster Altomünster mehrere Höfe in Sielenbach, seit 1518 unterhielten die Herren von Weichs Besitz in Sielenbach. Im Jahre 1611 erwarb der Komtur des Deutschenordenshauses zu Blumenthal den Besitz der Weichser. Die alte Burg Stunzberg wurde 1632 im Dreißigjährigen Krieg von schwedischen Truppen zerstört. Im Zuge der Säkularisation wurde 1803 das Deutsche Haus zu Blumenthal aufgelöst. Das Präsentationsrecht auf die Pfarrei kam an Bayern und Sielenbach wurde eigenständige Gemeinde. Aus der Legende über ein Gnadenbild in einem hohlen Birnbaum entstand von 1661 bis 1668 die Wallfahrtskirche Maria Birnbaum, deren Seelsorge zunächst der Deutsche Orden, dann im 19. und 20. Jahrhundert Kapuziner betreuten. Seit 1998 wirkt der Deutsche Orden wieder in Maria Birnbaum, er renovierte das Klostergebäude und belebte die Wallfahrt neu. Die Gemeinde Sielenbach ist heute das längste Straßendorf des Landkreises Aichach-Friedberg. Zur Gemeinde Sielenbach gehören seit jeher die Ortsteile Schafhausen, Raderstetten sowie die Einöden Gollenhof und Schönberg.

### Eingemeindungen
Im Rahmen der Gebietsreform wurde am 1. Januar 1978 die Gemeinde Tödtenried mit seinen Gemeindeteilen Haslach und Schrötenloh nach Sielenbach eingegliedert.

### Einwohnerentwicklung
Zwischen 1988 und 2019 wuchs die Gemeinde von 1246 auf 1732 um 486 Einwohner bzw. um 39,0 %.

## Politik

### Bürgermeister
Erster Bürgermeister ist seit 1. Mai 2020 ist Heinz Geiling (Einheit Sielenbach); dieser wurde mit 70,2 % der Stimmen gewählt. Der Vorgänger Martin Echter leitete die Gemeinde von Mai 2002 bis April 2020.

### Gemeinderat
Der Gemeinderat setzt sich aus dem 1. Bürgermeister und zwölf Gemeinderäten zusammen. Die Gemeinderatsmandate verteilten sich 2014 bis 2020 wie folgt:
| Parteien                                  | 2014   | 2014  |
| Parteien                                  | Anteil | Sitze |
| ----------------------------------------- | ------ | ----- |
| Einheit Sielenbach (EHS)                  | %      | 8     |
| Freie Wählergemeinschaft Tödtenried (FWT) | %      | 4     |

Für die Amtszeit vom 1. Mai 2020 bis 30. April 2026 wurden am 15. März 2020 gewählt:
| Parteien                                  | 2020   | 2020  |
| Parteien                                  | Anteil | Sitze |
| ----------------------------------------- | ------ | ----- |
| Einheit Sielenbach (EHS)                  | 70,2 % | 8     |
| Freie Wählergemeinschaft Tödtenried (FWT) | 29,8 % | 4     |

### Wappen
|  | Blasonierung: „Geteilt von Silber Gelb und Blau; oben ein durchgehendes schwarzes Tatzenkreuz, dem eine goldene Lilie aufgelegt ist, unten ein linker silberner Seitensparren.“ |
|  | |

### Partnergemeinden
- Saint-Fraimbault-de-Prières (seit 1992)

## Baudenkmäler

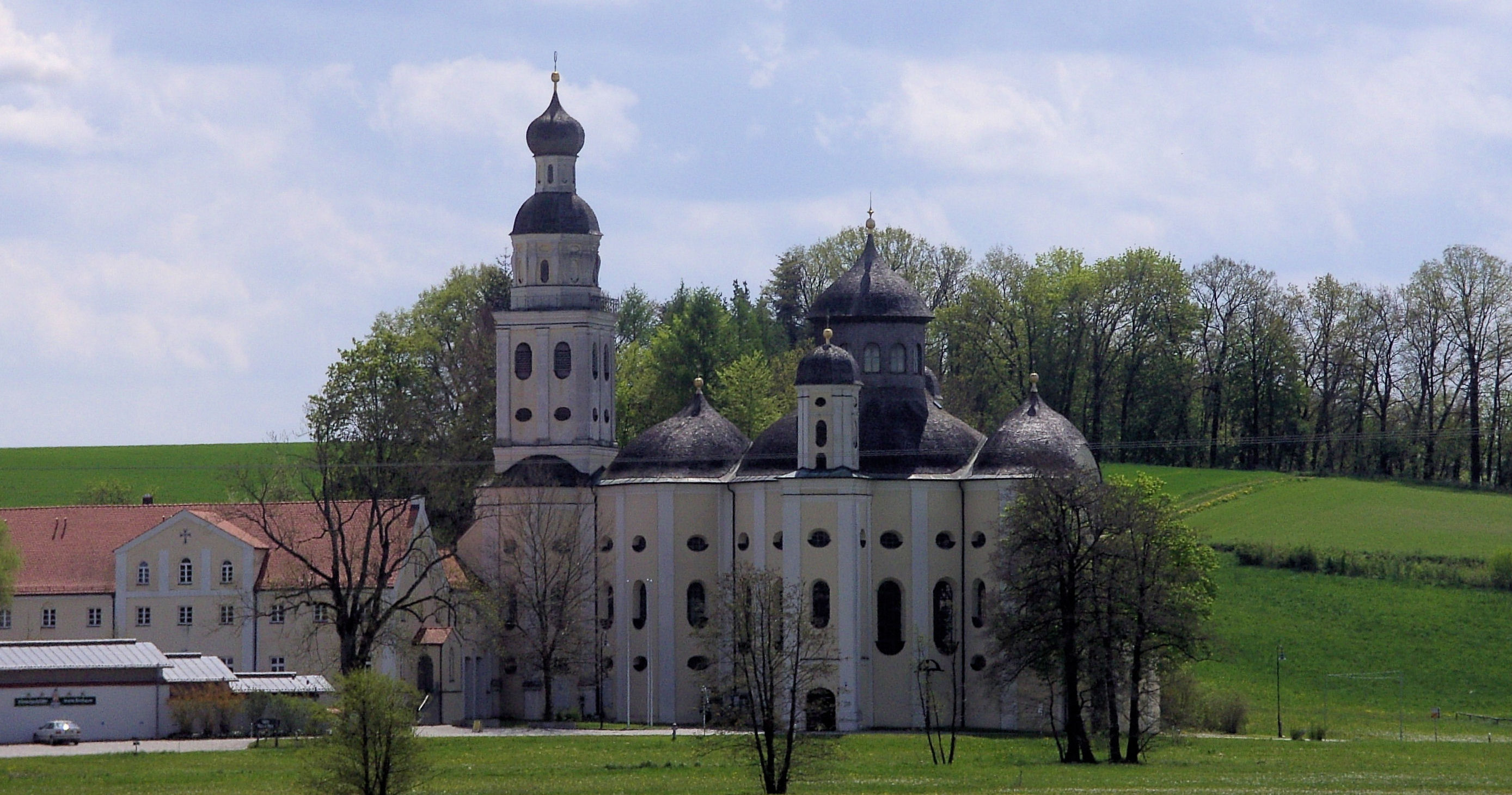
Wallfahrtskirche Maria Birnbaum (Westseite)

Weit über die Gemeindegrenzen hinaus bekannt ist die barocke Wallfahrtskirche Maria Birnbaum. Sie wurde zwischen 1661 und 1668 im Auftrag von Philipp Jakob von Kaltenthal, dem Komtur des Deutschen Ordens im benachbarten Ort Blumenthal, unter Leitung von Constantin Pader erbaut.

## Wirtschaft und Infrastruktur

### Arbeitsplätze
Es gab im Jahr 2020 nach der amtlichen Statistik insgesamt 178 sozialversicherungspflichtig Beschäftigte am Arbeitsort. Sozialversicherungspflichtig Beschäftigte mit Wohnort Sielenbach gab es insgesamt 794. Damit hatte die Gemeinde um 616 Personen mehr Aus- als Einpendler.

### Landwirtschaft
Im Jahr 2020 existierten 33 landwirtschaftliche Betriebe. 1289 Hektar (72,3 %) der Gemeindefläche waren 2020 landwirtschaftlich genutzt, 277 Hektar (15,5 %) waren Wald. Die Siedlungsfläche betrug 99 Hektar (5,5 %).

### Bildung
2021 gab es zwei Kindertageseinrichtungen mit 132 Plätzen und 112 Kindern. Weiter gab es eine Volksschule mit 84 Kindern.

### Energieerzeugung
Im Gemeindegebiet Sielenbach stehen zahlreiche Energieerzeugungsanlagen für erneuerbare Energien. Zwei Windenergieanlagen, sieben Biomasseanlagen, zwei kleine Wasserkraftanlagen und 190 Photovoltaikanlagen erzeugen rund 31.500 MWh Strom im Jahr (Stand 31. Dezember 2017). Bei einem Strombedarf im Gemeindegebiet von etwa 3370 MWh im Jahr 2017 erreicht Sielenbach damit eine Eigenversorgungsquote von über 900 %. Die Stromerzeugung leistet damit einen wichtigen Beitrag zur Energiewende in Bayern und zur Wirtschaftskraft in der Gemeinde.